# Política cultural francesa
La política cultural francesa reagrupa las acciones gubernamentales, administrativas y territoriales, orientadas hacia una apuesta cultural. 

## La constatación de una excepción francesa

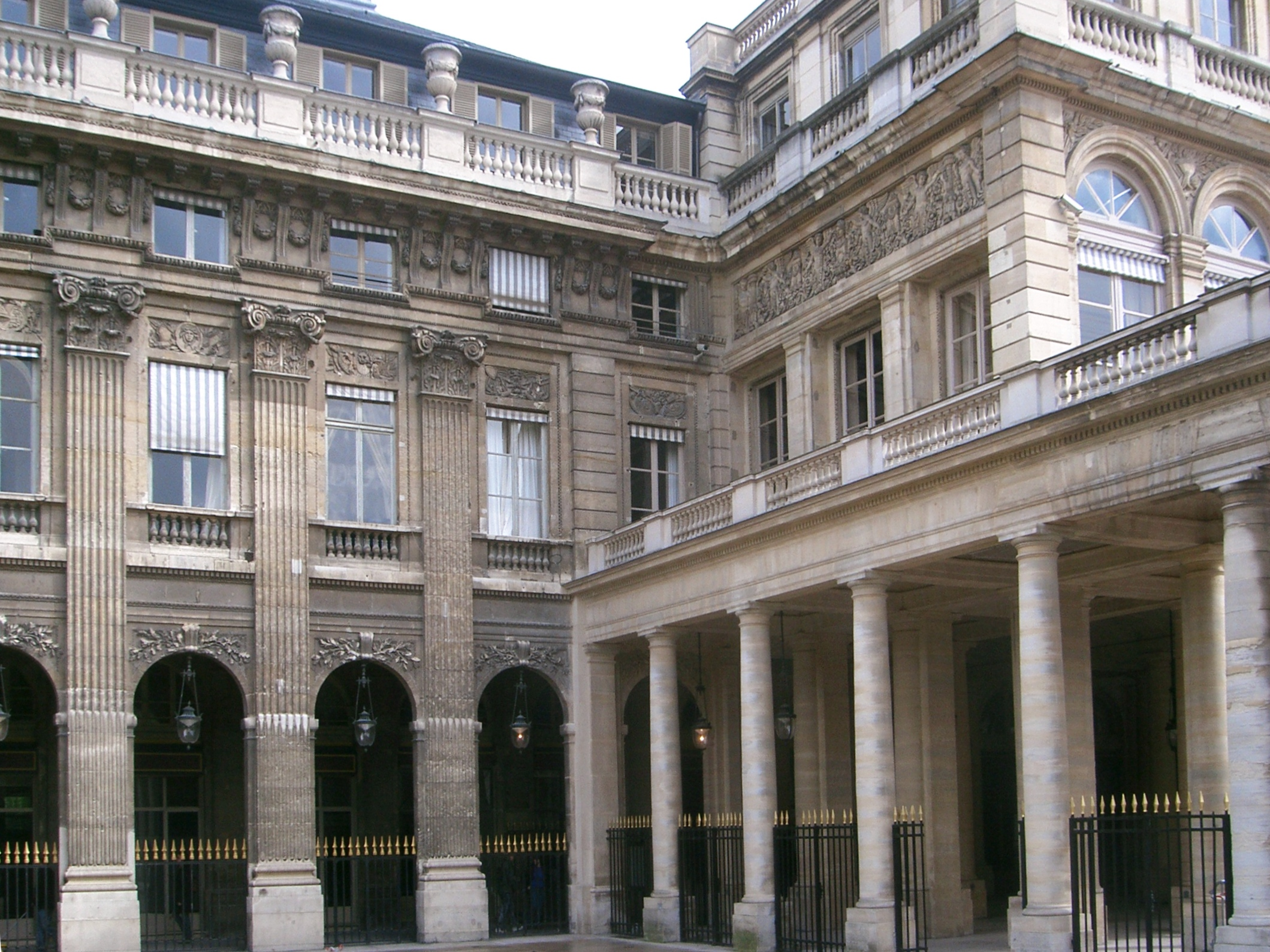
Sede del Ministerio de Cultura, en el Palacio Real, símbolo del voluntarismo cultural del Estado.

Según Jean-Michel Dijan, «la política cultural es una invención francesa», nacida «de una preocupación constante de los poderes monárquicos, imperiales o republicanos de acaparar, en nombre de una mística nacional, la protección del patrimonio artístico y por extensión de incentivar lo que le deviendra».
La política cultural francesa se distingue en efecto por su larga historia, la fuerte presencia del Estado, y la continuidad de las instituciones a lo largo de los siglos. «Ni la voluntad política, ni los medios financieros, ni la estructura administrativa», subraya Jacques Rigaud, alcanzan tal nivel en ningún otro país. Y si este «voluntarismo cultural a la francesa» es visto desde un punto de vista a veces escéptico por los observadores extranjeros, debido a la riesgos de emergencia de una cultura estatalista y conformista, del centralismo de la toma de decisiones, y de la supervivencia de prácticas casi monárquicas, no resulta en menos envidia por los vecinos.
Las primeras decisiones se toman en paralelo al advenimiento del Estado y su afirmación frente al poder religioso. Las acciones actuales y la administración de la que emanan, resultan en una sucesión de rupturas políticas e institucionales, mezcladas continuamente con el apoyo de los dirigentes a través de los siglos, y en gran medida moldeadas por algunos hombres y mujeres. 
La concepción de un deber de intervención de las autoriadades en el arte y la creación, cuya aparición la data Djian en el siglo XVII, hoy parece todavía legitimada por la situación preponderante que dan a la cultura los franceses en las prioridades políticas Sondeo de Le Monde (diciembre de 2006) sobre la prioridad política de los franceses: n.º 1 la política exterior, n.º 2 el medio ambiente, n.º 3 la economía, nº 4 la cultura</ref>
Según los regímnes, estas acciones se inscriben en diferentes apuestas: constitución de una cultura nacional y defensa de la diversidad cultural[], oposición entre cultura erudita y popular, salvaguarda del patrimonio cultural y apoyo a los creadores contemporáneos, esplendor de Francia zócalo democrático, industrialización cultural y la no mercantilización del arte. 
En 2003, la Unión Europea contaba con 5,8 millones de empleados en el sector de la cultura e invirtió el 2,6% de su PIB en la cultura.